# Dm12
Dm12 är en dieselmotorvagnstyp som används i VR:s  regionaltåg på mindre trafikerade banor. Motorvagnarna är tillverkade av ČKD Vagonka i Tjeckien mellan åren 2004 och 2006 och är numrerade 4401–4416.
Motorvagnarna används på linjerna Pieksämäki–Joensuu, Joensuu–Nurmes, Idensalmi–Ylivieska, Nyslott-Parikkala, Tammerfors–Haapamäki, Haapamäki-Seinäjoki och Haapamäki-Jyväskylä. Efter Dm7-rälsbussarnas avveckling på 1980-talet och införandet av Dm12-motorvagnarna åren 2005–2006 gick det enbart loktåg på dessa linjer (oftast bestående Dv12-lok och 1–3 stålvagnar).
Tre Dm12-motorvagnar kan kopplas ihop i varandra om det behövs mera utrymme för passagerare. Motorvagnarna är försedda med rullstolshiss och invalidtoalett. I andra ändan av vagnen finns det ett öppet utrymme som kan utnyttjas för transport av cyklar och annat skrymmande gods. Sedan juni 2016 har det inte funnits konduktörer på VR:s regionaltåg, biljetter kan istället köpas från en biljettautomat i vagnen.

## Olyckor
I juni 2012 togs motorvagnarna ur trafik och ersattes med personvagnar och lokomotiv. Motorvagnarna togs ur trafik som en försiktighetsåtgärd eftersom två av motorvagnarna hade haft brand i motorrummen. Bränderna orsakades av bränsleläckage. Efter att man bytt ut bränsleslangarna togs motorvagnarna i trafik igen.
Dm12 nummer 4405 var inblandat i en krock vid Raseborgs plankorsning (i Skogby) den 26 oktober 2017. Regionaltåget H382 som trafikerade rutten Karis-Hangö, var på väg mot Hangö då den kolliderade med en Sisu A2045 terrängbil från försvarsmakten. Totalt var 15 personer involverade i olyckan, varav fyra dog. Vädret på olycksplatsen var extremt dåligt på grund av skymning, snöfall och halt väglag.
Dm12 nummer 4402 började brinna den 15 oktober 2018 vid Huutokoski järnvägsstation, full av passagerare på väg från Joensuu till Pieksämäki. Orsaken till antändningen var inte känd från början, men enligt källor kan de ha varit en motorbrand. Tack vare förarens snabba insats evakuerades alla 70 passagerare som var ombord på tåget utan skada och branden fick man snabbt under kontroll. Tågtrafiken ersattes av busstransporter. Samma tågtur hade upplevt motgångar före branden på grund av löven på banan.
Den 3 juli 2019 i Orivesi var det en liten brand i motorrummet på en Dm12 och passagerare evakuerades till ett InterCity-tåg.
Den 15 maj 2020 brann Dm12 nummer 4412. Branden orsakades av en traktor som krockade med motorvagnen på en plankorsning mellan stationerna Filpula och Kolho. En stor del av motorvagnen totalförstördes i branden.